# Cignal
Cignal est un fournisseur de services de télévision par satellite basé sur l'abonnement aux Philippines. Cignal est la propriété de MediaQuest Holdings et de PLDT.
Pour que les abonnés reçoivent des émissions de Cignal, ils doivent acquérir lors de l'abonnement l'antenne parabolique, la télécommande et le décodeur (Récepteur-décodeur intégré). Le système de chargement électronique prépayé de Cignal est alimenté par la plate-forme de chargement prépayée de Smart Communications, Inc. Cignal utilise le système de cryptage VideoGuard pour protéger son contenu contre le piratage des signaux. Cignal TV utilise le satellite SES-7 pour fournir une couverture optimale directement sur les marchés cibles.

## Équipes sportives
- Cignal HD Spikers (volley-ball)
- Cignal HD Hawkeyes (LRR D-League)